# Aérodrome d'Eu - Mers - Le Tréport
L’aérodrome d’Eu - Mers - Le Tréport (code OACI : LFAE) est un aérodrome agréé à usage restreint, situé sur la commune d’Eu à 4 km à l’est du Tréport dans la Seine-Maritime (région Haute-Normandie, France).
Il est utilisé pour la pratique d’activités de loisirs et de tourisme (aviation légère).

## Histoire
Le 20 avril 1946 : Création de L’Aéroclub de la Bresle 

## Situation
| \| 20 km1:570 000 \| Étrépagny Bernay · Saint-Martin Saint-André · de-l'Eure BAN Évreux-Fauville Alençon · Valframbert Argentan Bagnoles-de-l'Orne Flers · Saint-Paul L'Aigle · Saint-Michel Mortagne · au-Perche Avranches · Le Val-Saint-Père Lessay Cherbourg Granville · Mont-Saint-Michel Caen · Carpiquet Deauville Falaise · Mont d'Eraines Eu - Mers - Le Tréport Dieppe · Saint-Aubin Saint-Valery · Vittefleur Havre · St-Romain-de-Colbosc Rouen · Vallée Seine Havre · Octeville |
| 20 km1:570 000 |

## Installations
L’aérodrome dispose d’une piste bitumée orientée est-ouest (05/23), longue de 900 mètres et large de 18. Elle est dotée d’un balisage diurne et nocturne.
L’aérodrome n’est pas contrôlé. Les communications s’effectuent en auto-information sur la fréquence de 123,500 MHz. Il est agréé avec limitations pour le vol à vue (VFR) de nuit.
S’y ajoutent :
- une aire de stationnement ;
- des hangars[2].

## Activités
- Aéro-club Eu-Tréport-Mers